# Eburodacrys pilicornis
Eburodacrys pilicornis es una especie de escarabajo longicornio del género Eburodacrys, tribu Eburiini, subfamilia Cerambycinae. Fue descrita científicamente por Fisher en 1944.

## Descripción
Mide 12,8-14,3 milímetros de longitud.

## Distribución
Se distribuye por Colombia, Costa Rica, Nicaragua, Panamá y Venezuela.